# Прива
Прива (фр. Privas) град је у Француској у региону Рона-Алпи, у департману Ардеш.
По подацима из 2011. године број становника у месту је био 8352.

## Демографија
| 1962. | 1968.  | 1975.  | 1982.  | 1990.  | 1999. | 2006. | 2011. |
| ----- | ------ | ------ | ------ | ------ | ----- | ----- | ----- |
| 8.663 | 10.080 | 10.808 | 10.345 | 10.080 | 9.170 | 8.624 | 8.352 |

## Партнерски градови
- Вајлбург
- Тортона
- Wetherby
- Zevenaar